# ポケモンソング♪ ベストコレクション
『ポケモンソング♪ベストコレクション』 は、日本のテレビアニメ『ポケットモンスター』の主題歌が収録されているコンピレーション・アルバム。1999年1月1日から2001年3月28日にメディアファクトリーから発売された。

## Vol.1

### 内容
- テレビアニメ『ポケットモンスター』の主題歌に起用された楽曲が収録されている。
- ジャケットにはピカチュウが描かれている。
- 2000年3月29日には収録曲はそのままにタイトルを『みんなで選んだポケモンソング♪ベストコレクション』に改名し再発売された。

### 収録曲
1. めざせポケモンマスター (4:11)
歌：松本梨香
テレビ東京系列アニメ『ポケットモンスター』第1オープニングテーマ
2. なつやすみファンクラブ (4:05)
歌：ポケモンキッズ、ポケモンママさん
東宝配給アニメ映画『ピカチュウのなつやすみ』オープニングテーマ
3. ひゃくごじゅういち (3:56)
歌：オーキド博士（石塚運昇）とポケモンキッズ
テレビ東京系列アニメ『ポケットモンスター』第1エンディングテーマ
4. ポケモンかけるかな? (5:33)
歌：レイモンド、ポケモンキッズ、イマクニ?
作詞：川村久仁美、杉森建、窪内裕、三輪玲子
作曲・編曲：たなかひろかず
5. ロケット団よ永遠に (4:42)
歌：ロケット団（ムサシ、コジロウ、ニャース）
作詞：首藤剛志 / 作曲・編曲：たなかひろかず
挿入歌
6. ポケモン言えるかな? (4:21)
歌：イマクニ?
作詞：戸田昭吾 / 作曲・編曲：たなかひろかず
7. うたうポケモン図鑑・ノーマルポケモン part1 (3:30)
歌：香取沙季、レイモンド
作詞：田尻智 / 作曲・編曲：渡部チェル
8. とりかえっこプリーズ (4:03)
歌：スズキサン
作詞：戸田昭吾 / 作曲・編曲：たなかひろかず
ポケモンカードゲームCMソング
9. ピカピカまっさいチュウ (4:19)
歌：オーキド博士、ポケモンキッズ
作詞：戸田昭吾 / 作曲・編曲：たなかひろかず
劇場版『ピカチュウのなつやすみ』エンディングテーマ
10. ニャースのうた (4:09)
歌：ニャース（犬山犬子）
作詞：戸田昭吾 / 作曲・編曲：たなかひろかず
エンディングテーマ
11. 風といっしょに (4:59)
歌：小林幸子
作詞：戸田昭吾 / 作曲：たなかひろかず / 編曲者：沢田完
劇場版『ポケットモンスター ミュウツーの逆襲』主題歌
12. めざせポケモンマスター'98 (4:34)
歌：松本梨香
作詞：戸田昭吾 / 作曲：たなかひろかず / 編曲：渡部チェル
劇場版『ポケットモンスター ミュウツーの逆襲』オープニングテーマ
13. ポケモン言えるかな Baby? (5:03)
歌：レイモンド、大橋ひろこ、イマクニ?
作詞：戸田昭吾、レイモンド / 作曲・編曲：たなかひろかず

## Vol.2

### 概要
- テレビアニメ『ポケットモンスター』のベストアルバム。テレビアニメ、劇場版の主題歌やCMソングなどを収録している。
- CDジャケットには、ピカチュウ、ピチュー、ニャース、マリル、トゲピーが描かれている。

### 収録曲
1. OK! (3:24)
歌：松本梨香
作詞：戸田昭吾 / 作曲・編曲：たなかひろかず
オープニングテーマ
2. ポケモン言えるかneo? (5:30)
歌：イマクニ?
作詞：戸田昭吾 / 作曲・編曲：たなかひろかず
3. ニャースのパーティ (3:19)
歌：ニャース（犬山犬子）
作詞：戸田昭吾 / 作曲・編曲：たなかひろかず
エンディングテーマ
4. たんけんたいをつくろう! (3:51)
歌：ポケモンキッズ
作詞：戸田昭吾 / 作曲・編曲：たなかひろかず
劇場版『ピカチュウたんけんたい』オープニングテーマ
5. タイプ：ワイルド (3:23)
歌：松本梨香
作詞：戸田昭吾 / 作曲・編曲：たなかひろかず
エンディングテーマ
6. ラプラスにのって (3:49)
歌：カスミ（飯塚雅弓）、ラプラス（愛河里花子）
作詞：川村久仁美 / 作曲・編曲：たなかひろかず
エンディングテーマ
7. タケシのパラダイス (3:39)
歌：タケシ
作詞：戸田昭吾 / 作曲・編曲：たなかひろかず
エンディングテーマ
8. そらとぶポケモンキッズ (3:42)
歌：ベッキー
作詞：戸田昭吾 / 作曲・編曲：たなかひろかず
劇場版『ピカチュウたんけんたい』エンディングテーマ
9. toi et moi (4:18)
歌：安室奈美恵
作詞：MARC、小室哲哉 / 作曲・編曲：小室哲哉
劇場版『ポケットモンスター 幻のポケモン ルギア爆誕』エンディングテーマ
唯一のアルバム初収録曲。楽曲に関する権利をテレビ東京ミュージックが保持している関係上、安室のアルバム「GENIUS 2000」には収録されていない。これにより、本作収録によって音源の入手を容易にした。
10. ポケモンはらはらリレー (3:17)
歌：愛河里花子
作詞：戸田昭吾 / 作曲・編曲：たなかひろかず
エンディングテーマ
11. ピチュピカ♪スウィング (2:38)
歌：ネオ★ポケッツ
作詞：戸田昭吾 / 作曲：たなかひろかず / 編曲：ブラックボトムブラスバンド、たなかひろかず
劇場版『ピチューとピカチュウ』オープニングテーマ
12. 虹がうまれた日 (5:06)
歌：森公美子
作詞：戸田昭吾 / 作曲：たなかひろかず / 編曲：鳥山雄司
劇場版『ポケットモンスター 結晶塔の帝王 ENTEI』エンディングテーマ
13. ライバル! (3:59)
歌：松本梨香
作詞：戸田昭吾 / 作曲・編曲：たなかひろかず
オープニングテーマ
14. ぼくらピチュピチュブラザーズ! (2:47)
歌：遠藤久美子
作詞：戸田昭吾 / 作曲・編曲：たなかひろかず
15. ともだち記念日 (4:36)
歌：酒井法子、竹中直人
作詞：戸田昭吾 / 作曲：たなかひろかず / 編曲：島健
劇場版『ピチューとピカチュウ』エンディングテーマ
16. ぼくのベストフレンドへ (3:45)
歌：岩崎宏美
作詞：川村久仁美 / 作曲・編曲：たなかひろかず
エンディングテーマ